# Illa de Hans

L'Illa de Hans (danès: Hans Ø, francès: Île Hans, groenlandès/Inuktitut: Tartupaluk, anglès: Hans Island) és una petita illa deshabitada localitzada a l'Estret de Nares, al centre del Cap Kennedy, tocant Groenlàndia, a uns 965,60 km del pol Nord geogràfic. L'Illa de Hans és la més petita de les tres illes del Cap Kennedy, les altres dues sent l'illa de Crozier i l'illa de Franklin. L'Illa ha sigut un lloc de controvèrsia durant les disputes entre Dinamarca i el Canadà sobre la propietat i el control de l'illa, coneguda com la Guerra del Whisky. El 1973, Dinamarca i el Canadà van pactar un tractat que traçava una frontera marítima entre ambdós estats, que no es va ratificar fins al 2022. No obstant, l'illa de Hans es trobava just a sobre d'aquesta frontera. El veritable interès pel que els dos estats volen l'illa de Hans és per assegurar-se el control del Pas del Nord-oest, en cas que aquest s'obri a la navegació a causa de l'escalfament global.

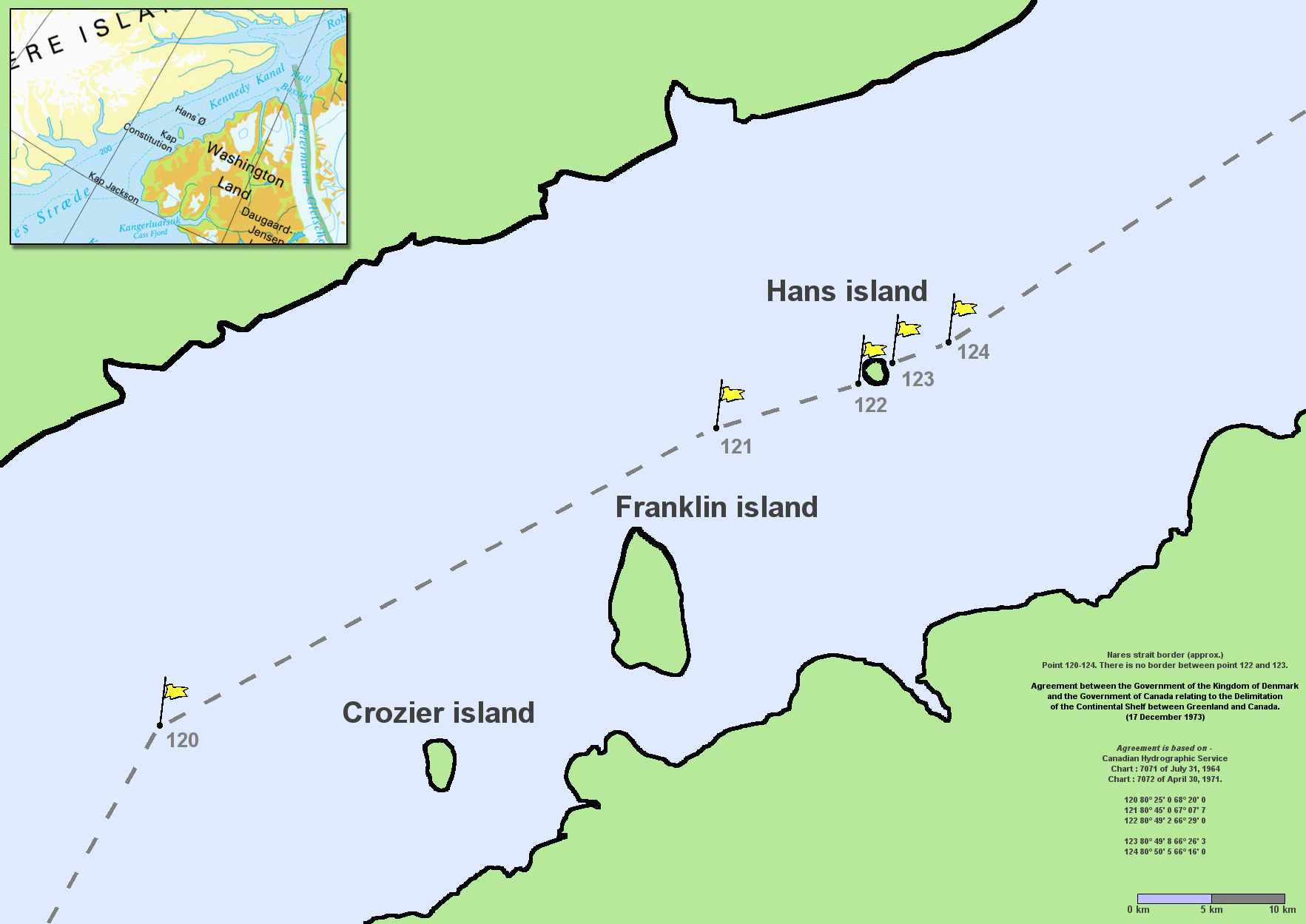
Posició de l'illa de Hans a l'estret de Nares respecte l'illa de Crozier i l'illa de Franklin.

És molt probable que les tribus Inuites travessessin l'estret de Nares freqüentment durant segles, de manera que ja coneixien la posició de l'illa de Hans, encara que no fou fins al segle xix que l'estret de Nares fou navegat per exploradors Europeus. A mitjans del segle xix, grups de rescat americans i anglesos van explorar la zona de l'illa de Hans, mentre cercaven algun possible indici de l'expedició perduda de Franklin, que buscava trobar el famós Pas del Nord-oest.
L'Illa de Hans té una superfície d'1,3 km² (0,5 mi²), amb 1,3 km de llargada per 1,2 km d'amplada.